# Санта Марија дел Молизе
Санта Марија дел Молизе (итал. Santa Maria del Molise) је насеље у Италији у округу Изернија, региону Молизе.
Према процени из 2011. у насељу је живело 245 становника. Насеље се налази на надморској висини од 641 м.

## Становништво
| 1931. | 1936. | 1951. | 1961. | 1971. | 1981. | 1991. | 2001. | 2011. |
| ----- | ----- | ----- | ----- | ----- | ----- | ----- | ----- | ----- |
| 1.902 | 1.841 | 1.833 | 1.102 | 720   | 632   | 747   | 654   | 635   |